# Myrmecozela saule
Myrmecozela saule är en fjärilsart som beskrevs av Aleksei Konstantinovich Zagulajev 1972. Myrmecozela saule ingår i släktet Myrmecozela och familjen äkta malar. Inga underarter finns listade i Catalogue of Life.